# Les Sept Siméon

Les Sept Siméon, ou Le Conte des Sept frères Siméon (en russe : Сказка о семи Семионах, родных братьях) est un conte populaire russe, qui a été diffusé par des louboks. Il a été recensé par Alexandre Afanassiev dans l'édition de 1873 des Contes populaires russes et classé AT 653 (« les frères ingénieux ») dans la classification Aarne-Thompson.

## Résumé

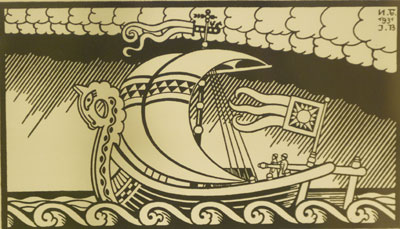
Illustration d'Ivan Bilibine pour Les Sept Siméon

Un vieux et une vieille, n'ayant pas eu d'enfant, prient Dieu sept ans durant pour qu'il leur en accorde un : mais lorsque la vieille finit par enfanter, elle donne naissance en une fois à sept frères, que leurs parents décident d'appeler Siméon tous les sept. Les parents meurent, et les orphelins doivent se débrouiller seuls. Passe le tsar Ador, fort surpris de voir sept enfants labourer eux-mêmes la terre, et qui veut savoir qui ils sont. Informé de leur histoire, il décide de les recueillir et les présente aux boyards de sa cour, en leur demandant conseil quant à l'éducation qu'il convient de leur donner. Ceux-ci suggèrent que le mieux serait de demander leur avis aux Siméon eux-mêmes.
Interrogés, les Siméon déclinent chacun à leur tour l'offre du tsar de les instruire dans un art ou une science : l'aîné lui demande de plutôt construire une forge, afin qu'il puisse forger un poteau de fer qui monte jusqu'au ciel ; le second répond que si son frère forge un tel poteau, lui-même y montera et racontera au tsar tout ce qu'il verra de là-haut. Le troisième dit que s'il obtient que son frère lui forge une hache, il saura s'en servir pour construire immédiatement un navire. Le quatrième affirme que si le navire est construit et se retrouve à affronter l'ennemi, il le saisira par la proue et le fera descendre dans le monde souterrain, le dissimulant ainsi à l'ennemi. Le cinquième déclare que si son frère aîné lui fabrique un fusil, il sera capable d'abattre un oiseau à cent verstes. Le sixième ajoute que si son frère abat ainsi un oiseau en vol, lui-même l'attrapera avant qu'il ne touche terre et le rapportera au tsar.

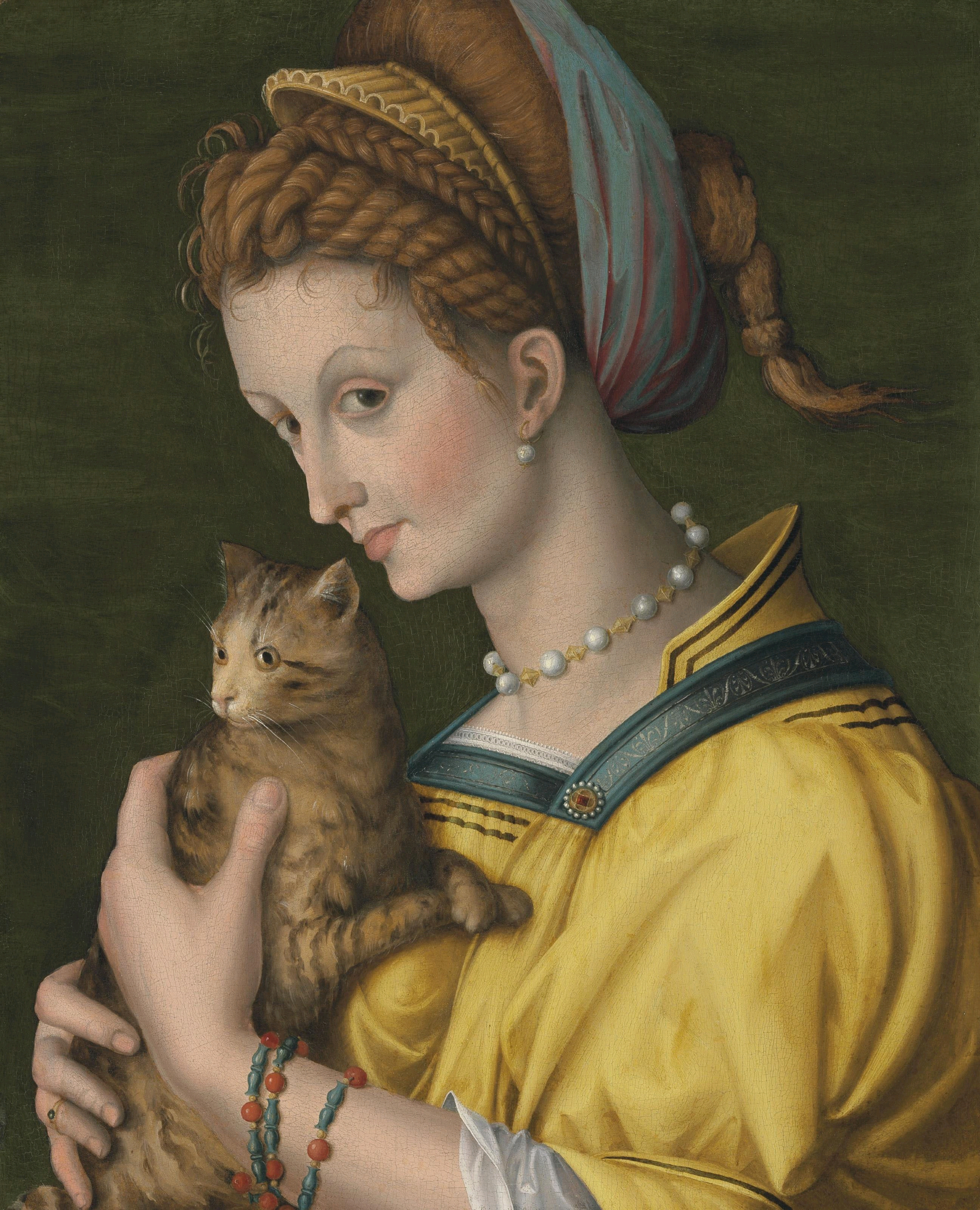
« La princesse prit le chat dans ses bras et retourna au palais »
(Francesco Bacchiacca, Portrait de jeune femme tenant un chat)

Très impressionné par toutes ces prouesses annoncées, le tsar s'adresse au dernier des sept Siméon, qui lui rétorque que quant à lui, il est un excellent voleur, ce qui met le tsar en colère. Souhaitant le punir, il demande à nouveau conseil à sa cour : tous l'en dissuadent, lui rappelant que depuis longtemps, il cherche en vain à obtenir la main de la princesse Hélène-la-Belle : peut-être ce Siméon sera-t-il capable de l'enlever ? Le tsar retourne voir Siméon et lui demande de le faire pour lui, lui accordant une armée et de l'or autant qu'il lui en faudra. Siméon décline l'offre de l'or et de l'armée, affirmant que lui et ses frères se débrouilleront bien sans cela pour lui ramener la princesse. À contre-cœur, le tsar les autorise à partir tous les sept ensemble.
Cependant le premier Siméon a forgé le poteau de fer annoncé, et le second Siméon qui y a grimpé, crie de là-haut au tsar qu'il aperçoit Hélène-la-Belle à sa fenêtre, au-delà de vingt-neuf pays, dans le trentième royaume. Le tsar enjoint aux Siméon de partir au plus vite à sa rencontre, car il ne peut vivre sans elle plus longtemps. Le premier Siméon fabrique pour ses frères la hache et le fusil réclamés, et ils se mettent en route : le dernier des Siméon emmène avec lui un chat : celui-ci est si bien habitué à son maître qu'il le suit partout comme un chien, et sait se tenir sur ses pattes de derrière en ronronnant.
Arrivés au bord de la mer, les Siméon cherchent en vain un moyen de la traverser, jusqu'à ce que le troisième frère avise un grand chêne qu'il abat avec sa hache et avec lequel il construit un navire. Les Siméon y embarquent diverses marchandises, et appareillent vers le royaume d'Hélène qu'ils atteignent sains et saufs après quelques mois de navigation, et où il jettent l'ancre.
Le lendemain, le dernier des Siméon s'installe devant la fenêtre d'Hélène et joue avec son chat dressé. Or dans ce pays, personne n'avait jamais vu de chat. Hélène, intriguée, envoie des gens de sa suite demander à Siméon quelle est cette bête, s'il souhaite la vendre et à quel prix. Siméon répond qu'il s'agit d'un chat, qu'il ne le vend pas mais qu'il veut bien en faire cadeau à la princesse. Hélène elle-même vient alors à sa rencontre, accepte le chat qu'elle montre au roi son père. Celui-ci veut récompenser Siméon qui refuse, mais accepte de venir chaque jour au palais, tout en vivant sur son navire, le temps que le chat s'accoutume à sa nouvelle maîtresse.

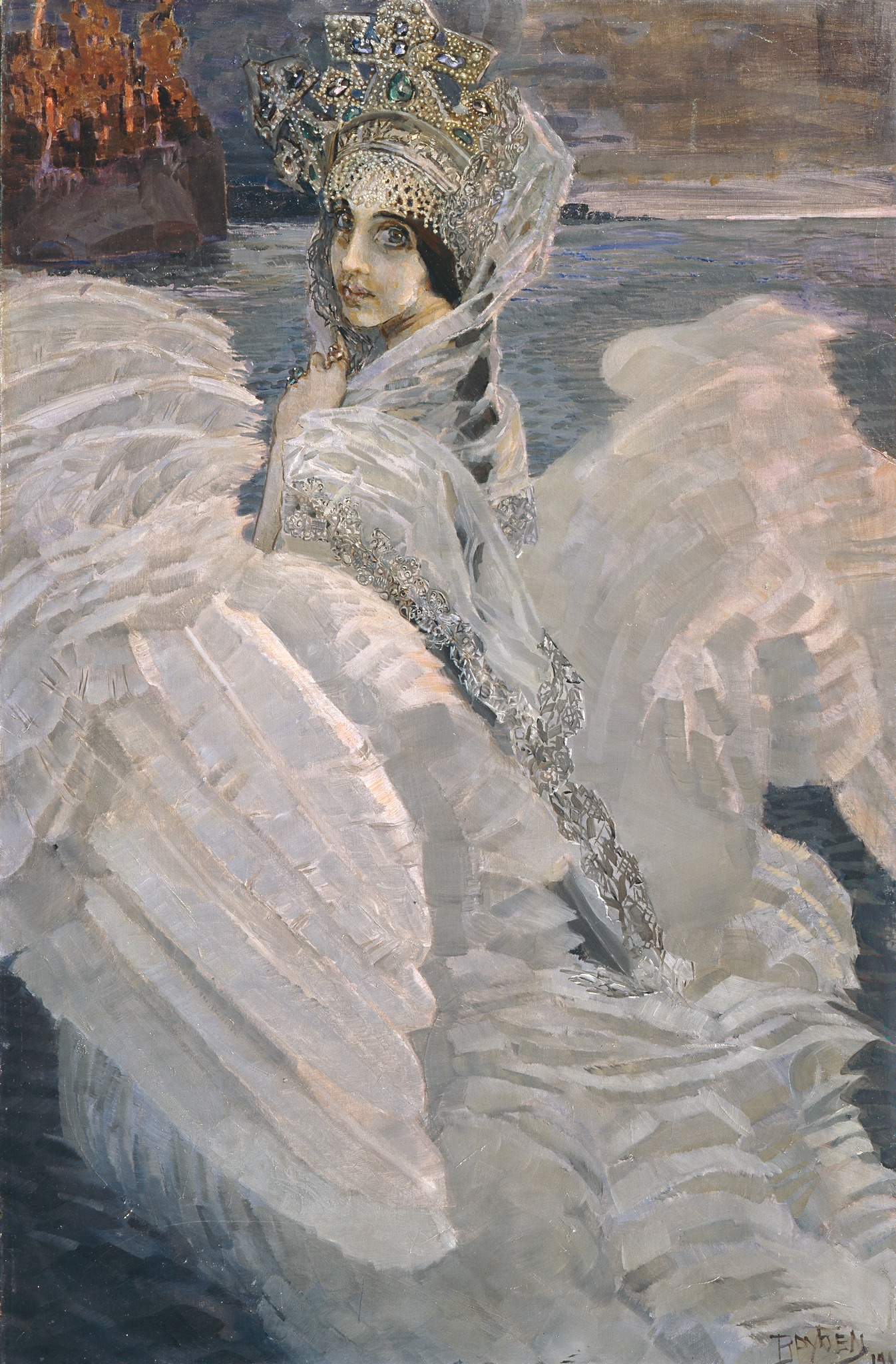
« Elle se transforma en cygne et s'envola »
(Mikhaïl Vroubel, La Princesse-Cygne)

Un jour, Siméon propose à Hélène de visiter le navire pour admirer les marchandises précieuses qu'il renferme. Le roi, consulté, donne son accord, à condition que les nounous et les servantes d'Hélène l'y accompagnent. Une fois tout le monde sur le navire, Siméon suggère à Hélène de renvoyer les gens de sa suite à terre, car ce qu'il veut lui montrer est trop précieux pour être vu par tous. À peine Hélène les a-t-elle congédiés, admirant les marchandises, que les frères lèvent l'ancre et le navire gagne la haute mer au plus vite. Lorsqu'elle comprend qu'elle a été jouée, Hélène se transforme en cygne et s'envole ; mais le cinquième Siméon abat l'oiseau d'un coup de fusil, le sixième l'attrape au vol et la ramène sur le navire, où elle redevient princesse. Pendant ce temps, le roi envoie sa flotte à leur poursuite, mais au moment où ils vont être rejoints, le quatrième Siméon attrape le navire par la proue et le fait descendre dans le monde souterrain. Persuadés qu'il a coulé, les poursuivants s'en retournent bredouilles faire leur rapport au roi.
Les Siméon ramènent Hélène-la-Belle au tsar Ador. Celui-ci les récompense richement et épouse Hélène, avec laquelle il vivra de nombreuses années de bonheur paisible.

## Variantes
Une version de ce conte, traduite en allemand, apparaît déjà dans les Russische Volksmärchen in den Urschriften gesammelt und ins Deutsche übersetzt d'Anton Dietrich (Leipzig, 1831), sous le titre Von den sieben Simeonen, den leiblichen Brüdern.
Dans une variante recensée par Afanassiev (numérotée 84b dans l'édition de 1873, 146 dans celle de 1958), le deuxième Siméon se dit capable d'enfoncer en terre le poteau forgé par son frère aîné et le troisième d'y grimper ; le quatrième fabriquera le navire, le cinquième peut « vendre n'importe quelle marchandise en pays lointain », le sixième est capable de faire plonger et émerger le navire à volonté, le septième, qui se définit ici aussi comme un voleur, emportera avec lui « un chat savant de Sibérie », qui lui fournira l'occasion de passer trois jours au palais de la princesse. Il l'attirera à bord du navire en évoquant « toutes les bêtes, connues et inconnues, qui se trouvent à bord ». Le conte se termine par une évocation burlesque des avatars du conteur, de « sa rosse en cire et de son fouet en petits pois ».
Dans une autre variante, l'un des sept Siméon est médecin, ou guérisseur : lorsque son frère abat la princesse transformée en cygne, celle-ci, redevenue princesse, apparaît blessée à la main gauche, et il la guérit.
Emmanuel Cosquin a étudié deux versions de ce conte dans Les Contes indiens et l'Occident.

## Analogies
- On trouve dans Le Conte des contes, du Napolitain Giambattista Basile (écrit vers 1625), un conte analogue, intitulé Les Cinq Fils (de) (Li cinco figlie) ; dans un autre conte du même recueil (Le corbeau, Lo cuorvo), on retrouve le motif de la jeune femme attirée à bord d'un navire sous le prétexte de lui montrer des marchandises merveilleuses, navire qui lève l'ancre pendant qu'elle est à bord. Le thème apparaît déjà dans Les Nuits facétieuses de Giovanni Francesco Straparola, au début du XVIe siècle (VII.5, Les Trois Frères)[8].
- Le conte des frères Grimm intitulé Les quatre frères habiles (Die vier kunstreichen Brüder[9]) présente beaucoup de similarités avec le conte des Sept Siméon. Il a été recueilli « dans la région de Paderborn ».
- François-Marie Luzel a recensé un conte breton analogue, Les Six Frères paresseux[10].